# Comitatul Tipperary
Tipperary (în irlandeză Contae Thiobraid Árann) este un comitat din Irlanda.
Comitatul  Tipperary (Irlanda: Comitatul Thiobraid Arann) este unul dintre cele 26 de comitate din Republica Irlanda și una din cele 32 de comitate  din Irlanda. Acesta este situat în provincia Munster. A fost numit după orașul  Tipperary (Irlanda: Tiobraid Arann). Tipperary este a  sasea ca marime din cele 32 de comitate  . 
Regiunea este parte din Câmpia centrala a Irlandei, dar terenul  diversificat conține mai multe lanțuri muntoase: Knockmealdown, Galtee, ARRA, și Silvermine. Partea de sud a județului este străbătută de râul Suir. Tipperary Irlanda este cel mai mare comitat fără ieșire la mare.
Centrul comitatului Tipperary este cunoscut ca „Valea  de Aur;, o porțiune de teren cu traditie pastorală în bazinul râului Suir, care traverseaza judetul de la nord la sud.
Tipperary este uneori menționat ca „Primul comitat” o descriere  atribuita lui  Thomas Davis, editor al ziarului Națiunii în 1840 ca un tribut adus de sentimentul naționalist în Tipperary și a zis că „;în cazul în care Tipperary conduce, Irlanda urmează ”. 
Zona din jurul Clonmel este hub-ul economic al comitatului:  inBulmers  functioneaza o fabrică de bere , și la vest de Clonmel este fabrica chimica  Merck & Co. Tterenuri le fertile sunt mai rare, în special în regiunea cunoscută sub numele de Valea de Aur, una dintre cele mai bogate zone agricole în Irlanda unde  agricultura și creșterea vitelor de lapte sunt principalele ocupații. Alte industrii sunt cariera de ardezie  și mori de griș și făină.
Orașul Tipperary situat în sud-vestul comitatului  a făcut obiectul  celebrului cântec din primul război mondial  din armata britanică  "It's a Long Way to Tipperary".